# Rimska Italija
Italija (latinsko Italia) je bila osrednja pokrajina rimske države vse do pozne antike in je v njej dolgo uživala poseben, privilegiran položaj. Obsegala je Apeninski polotok, Padsko nižino, Istro in zahodni del današnje Slovenije. 
Pomen pojma Italija se je spreminjal. Na začetku je pomenil samo današnjo srednjo in južno Italijo brez otokov Sicilije in Sardinije. Severni del današnje Italije je bil od začetka 3. stoletja pr. n. št. organiziran kot provinca Cisalpska Galija (Gallia Cisalpina), ki jo je v Italijo vključil šele Oktavijan leta 42 pr. n. št. Upravno je celotno Italijo razdelil na deset regij (regiones). 
Italija je v vsej rimski zgodovini uživala največjo blaginjo, bila gospodarsko in kulturno najbolj razvita in uživala vse ugodnosti "Rimskega miru". Kriza tretjega stoletja in vse večji pritisk barbarov sta prizadeli tudi Italijo. Začela je izgubljati svoj primat v primerjavi z drugimi provincami, predvsem s tistimi na vzhodu cesarstva. Z upravnimi reformami cesarja Dioklecijana ob koncu 3. stoletja je bila Italija pravno izenačena z drugimi rimskimi pokrajinami. Cesar Konstantin Veliki je prestolnico cesarstva prestavil v Konstantinopel. Italija je tudi po delitvi cesarstva, v kateri je pripadla njegovemu zahodnemu delu, po njegovem dokončnem propadu in pod vladavino ostrogotskih kraljev in za njimi Bizantincev obdržala svojo edinstveno upravno strukturo. Vdor Langobardov leta 553 je privedel do oblikovanja novih političnih subjektov na ozemlju Italije in politične neenotnosti, ki se je končala šele po združitve Italije v drugi polovici 19. stoletja.

## Rimska republika in Avgustove reforme
V Rimski republiki in prvih stoletjih cesarstva se je Italija, ki je prvotno segala od Kalabrije na jugu do Rubikona na severu, razširila do Alp. Ozemlje ni bilo organizirano kot provinca, ampak je imelo poseben položaj. Vojaškim poveljnikom na primer ni bilo dovoljeno, da bi s svojo vojsko prišli  v Italijo, zato je Julij Cezar, ko je s svojimi legijami prestopil Rubikon, sprožil državljansko vojno.
Italija je skozi čas obsegala različno ozemlje. Po Strabonu je na začetku obsegala ozemlje med Messinskim  kanalom in premico, ki je povezovala Salernski in Tarantski zaliv. Kasneje se je razširila na cel Apeninski polotok in istrsko mesto Colonia Pietas Iulia (Pulj). Julij Cezar je podelil rimsko državljanstvo vsem prebivalcem Galliae Transpadanae, se pravi delu Cisalpske Galije "onkraj reke Pad", s čimer je Italijo razširil do Alp. Tako je bila npr. del ozemlja rimske province Italije tudi Emona.
Po združitveni vojni (91-88 pr. n. št.) je Rim dovolil svojim italijanskim zaveznikom, da kot polnopravni člani vstopijo v rimsko skupnost, in dal vsem italskim ljudstvom rimsko državljanstvo.
Na začetku Rimskega cesarstva je bila Italija skupek ozemelj z različnimi pravnimi položaji. Nekatera mesta, municipii, so bila delno neodvisna od Rima, druga, imenovana colonie, pa so ustanovili Rimljani sami. Plinij Starejši v svoji Naturalis Historia omenja, da je cesar Avgust okoli leta 7 pr. n. št. razdelil Italijo na enajst regij (regiones):
- I. regija Lacij in Kampanija
- II. regija Apulija in Kalabrija
- III. regija  Lukanija in Abruci
- IV. regija Samnij
- V. regija Picen
- VI. regija Umbrija in Ager Gallicus
- VII. regija Etrurija
- VIII. regija Emilija
- IX. regija Ligurija
- X. regija Benečija in Istra
- XI. regija Transpadana

Italia je imela pod Avgustom in njegovini nasledniki privilegiran položaj, ki se je kazal na primer pri gradnji javnih zgradb in gosti mreži cest. Njeno gospodarstvo je cvetelo. Kmetijstvo, obrt in industrija so stalno rasli in omogočali izvoz blaga v druge province. Raslo je tudi število prebivalcev. Avgust je izvedel tri popise prebivalstva v celem cesarstvu. Po razpoložljivih podatkih je imelo cesarstvo leta 28 pr. n. št. 4.063.000 prebivalcev, leta 8 pr. n. št. 4.233.000 in leta 14 n. št. 4.937.000. Številke so še vedno predmet razprav, ker ni podatkov, ali so šteli vse državljane, vse odrasle državljane, samo moške ali državljane  sui iuris in koliko državljanov je živelo v Italiji. Ocenjeno število prebivalcev v celinski Italiji vključno s Cisalpsko Galijo na začetku 1. stoletja n. št. se giblje od 6.000.000 (Beloch, 1886), 6.830.000 (Russell, 1958), manj kot  10.000.000 (Hin, 2007)  do 14.000.000 (Lo Cascia, 2009. 

## 3. stoletje
Leta 212 so s Constitutio Antoniniana dobili rimsko državljanstvo vsi prebivalci cesarstva in Italija je začela nazadovati v korist provinc. Poleg tega so proti koncu 3. stoletja na italijansko ozemlje začela vdirati barbarska plemena.
Dioklecijan je cesarstvo razdelil na štiri glavne dele (tetrarhija) in znotraj njih na več diocez. Dioceza Italija (diocesis Italiae), ki je pripadla avgustu zahoda, je bila razdeljena na dve coni, ki sta bili razdeljeni na več pokrajin, ki so jih upravljali korektorji (correctores):
Italia suburbicaria z upravnim središčem v Rimu je bila razdeljena na pokrajine: 
- Toskana in Umbrija
- Valerija
- Kampanija in Samnij
- Apulija in Kalabrija
- Sicilija
- Sardinija in Korzika

Italia annonaria z upravnim središčem v Mediolanu (Milano) je bila razdeljena na pokrajine: 
- Benečija in Istra
- Emilija in Ligurija
- Flaminija in Picen
- Retija
- Kotijske Alpe

Nekdanji italijanski provinci Peninske Alpe in Primorske Alpe sta pripadli diocezi Galiji.

## 4. do 6. stoletje
Ko so največji problem cesarstva postali vpadi barbarov, so cesarje obvezali, da se izselijo iz Rima in celo v druge province, s čimer se se je nazadovanje Italije še povečalo. Leta 330 je Konstantin  prestolnico cesarstva skupaj s cesarskim sodiščem, gospodarsko upravo in vojaškimi strukturami, na primer vojno mornarico iz Mizena in Ravene,  preselil v Konstantinopel.
Po smrti cesarja Teodozija leta 395 je Italija postala del Zahodnega rimskega cesarstva. Sledila so leta vpadov barbarov in selitev prestolnice iz Milana v Raveno (402). Vizigotski kralj Alarik je leta 410 oplenil Rim, kar se ni zgodilo že osem stoletij. Severno Italijo so napadli Atilovi Huni, Rim pa so leta 455 ponovno izropali, tokrat Vandali pod poveljstvom kralja Genzerika. 
Po Notitii Dignitatum, seznamu civilnih in vojaških državnih položajev, za katero se domneva, da je bila za zahodni del cesarstva nazadnje posodobljena v 420. letih, so Italijo upravljali prefekt (prefectus), pretorski prefekt Italije (prefectus praetorio Italiae), ki je upravljal Galijo, Italijo, Ilirik in Afriko, vikarij (vicarius) in komes za vojaške zadeve (comes rei militaris). Pokrajine Benečija in Istra, Emilija, Ligurija, Flaminija in Picena, Toskana in Umbrija, Piceni suburbicarii, Kampanijo in Sicilijo zo upravljali konzulariji (consulares), Apulijo in Kalabrijo ter Lukanijo in Abruce korektorji (correctores), Kotijske Alpe, Samnij, Sardinijo in Korziko pa prezidiji (praesides).
Ker so cesarje začeli obvladovali njihovi barbarski generali, je postala cesarska oblast v Italji šibka, njene obale pa pod stalnim udarom tujcev. Leta 476 je z odstopom cesarja Romula Avgusta in vrnitvijo cesarskih insignij v Konstantinopel Zahodno rimsko cesarstvo dokončno ugasnilo. Naslednjih 77 let je bila Italija pod oblastjo kralja Odoakerja in zatem del Ostrogotskega kraljestva.
Leta 554 je bizantinski cesar Justinijan I.  ponovno osvojil Italijo, ki je na splošno obdržala Dioklecijanovo notranjo organizacijo. Med vdorom Langobardov leta 568 je Bizantinsko cesarstvo izgubilo večino italijanskega ozemlja, razen Eksarhata, ki se je približno ujemal s sedanjo Romanijo, Benečije, Pentapola med sedanjo Romanijo in severno Marche, Lacija z ozkim koridorjem med Rimom in Ankono, Neapljem in deli na skrajnem jugu Apeninskega polotoka. Italija je prenehala biti enovita država in se je začela deliti na več entitet, ki so se ponovno združile šele po trinajstih stoletjih.  